# Karel Gerrits
Karel Gerrits (Stad Ommen, 22 augustus 1887 – Meppel, 26 november 1955) was een Nederlandse burgemeester. Hij was lid van de Anti-Revolutionaire Partij.

## Leven en werk
Gerrits was een zoon van de landbouwer Mannes Gerrits en Margaretha Agatha ten Tooren. Hij begon zijn loopbaan als ambtenaar bij de gemeentesecretarie van achtereenvolgens De Wijk, Meppel en Sliedrecht.. Toen hij in 1929 werd benoemd tot burgemeester van Smilde was hij gemeentesecretaris van de gemeente Ambt Hardenberg. Tijdens zijn burgemeesterschap van Smilde was hij in 1936 enige tijd waarnemend burgemeester van Beilen. Op 16 juli 1936 waren de burgemeester van Beilen T. Froentjes en wethouder Jan Egberts Eleveld bij een auto-ongeluk bij Assen om het leven gekomen. Een tweede wethouder en de gemeentesecretaris, die zich eveneens in de auto van de burgemeester bevonden, werden zwaargewond..
Per 1 april 1940 werd Gerrits benoemd tot burgemeester van de toenmalige gemeente Onstwedde. Tijdens de Tweede Wereldoorlog bleef Gerrits aanvankelijk op zijn post, maar in 1943 weigerde hij om me te werken aan het maken van lijsten van mannen uit de gemeente Onstwedde, die in Duitsland tewerkgesteld konden worden. Daarvoor had hij al geweigerd, als een van drie Groninger burgemeesters, om te verschijnen bij de installatie van de nieuwe Commissaris der Provincie, de NSB'er C.F. Staargaard. Ook weigerde hij deel te nemen aan de door Staargaard belegde kameraadschapsbijeenkomsten voor Groninger burgemeesters. Hij werd in mei 1943 gearresteerd en door het standgerecht ter dood veroordeeld. Desondanks werd hij vrijgelaten, maar moest onmiddellijk de gemeente Onstwedde verlaten. In zijn plaats werd, na een korte interimperiode, de NSB-burgemeester Fransema aangesteld. Na de bevrijding van Onstwedde verscheen hij op 17 april 1945 weer op het gemeentehuis. Hij kreeg te verstaan dat hij te slap in de oorlog was geweest en te laat na de bevrijding weer was teruggekomen. De Binnenlandse Strijdkrachten hadden inmiddels een nieuwe burgemeester aangewezen. Tien dagen later, op 27 april 1945, werd Gerrits echter in zijn ambt hersteld en van alle blaam gezuiverd.
In 1952 werd Gerrits op eigen verzoek om gezondheidsredenen eervol ontslag verleend. Hij werd opgevolgd door Sieto Robert Knottnerus. Gerrits was in 1937 benoemd tot ridder in de Orde van Oranje-Nassau.
Gerrits trouwde op 7 juli 1915 te Meppel met de onderwijzeres Hilligje Jakobs, dochter van de sigarenmaker en koopman Gerrit Jakobs en de winkelierster Roelofje Smelt. Hij overleed in november 1955 op 78-jarige leeftijd in zijn woonplaats Meppel.